# Minta Durfee
Araminta Estelle "Minta" Durfee  (Los Ángeles, 1 de octubre de 1889 - Woodland Hills, Los Ángeles, 9 de septiembre de 1975) fue una actriz estadounidense de la época del cine mudo. En la década de 1910 apareció en numerosas comedias de cortos de Keystone Studios sucesivamente. En 1926 ella jugó hasta 1971, con casi 30 producciones en las que nunca se menciona en los créditos pero principalmente es conocida por su rol Mickey (1918).

## Biografía
Durfee y sus padres Charles Warren Durfee y Flora Adkins se pusieron en marcha su carrera como actriz de teatro cuando ella tenía diecisiete años. 
Al principio trabajó como corista, más tarde recibió mejores puestos de trabajo. En Long Beach, participó en una aparición conjunta con Roscoe Arbuckle en un musical cómico, con quien años más tarde se casó en 1908 y con quien hizo cortometrajes de Keystone desde 1913.
Desde 1917 Durfee y Arbuckle vivieron separados pero en 1921  el comediante se involucró en el que se le conoce como el primer gran escándalo mediático que rodea la muerte de la joven aspirante a estrella Virginia Rappe como consecuencia de una de las fiestas que Arbuckle llevó a cabo. Arbuckle fue absuelto después de tres juicios, pero su carrera se arruinó.
En 1925 se divorció de Durfee definitivamente. Más tarde interpretó papeles secundarios en muchas películas, producciones de televisión y series.
Ella ayudó a la historia del cine mudo y su exmarido Arbuckle. En largas entrevistas con Stuart Oderman que ayudaron a dar forma a su biografía Arbuckle auténtico.  Algunas de sus principales apariciones son:
Noah's Ark (1956). Tuvo pequeños papeles en películas como How Green Was My Valley (1941), Naughty Marietta (1935), Rose-Marie (1936), It's A Mad, Mad, Mad, Mad World (1963), The Unsinkable Molly Brown (1964) y Savage Intruder (1970).
Durfee murió en 1975 en Woodland Hills, en un suburbio de Los Ángeles, la "Motion Picture Country Home" de una enfermedad cardíaca.

## Filmografía
- Fatty's Day Off (1913)
- A Quiet Little Wedding (1913)
- Fatty at San Diego (1913)
- Wine (1913)
- Fatty Joins the Force (1913)
- Fatty's Flirtation (1913)
- A Misplaced Foot (1914)
- The Under-Sheriff (1914)
- A Flirt's Mistake (1914)
- Rebecca's Wedding Day (1914)
- Tango Tangles (1914)
- Cruel, Cruel Love (1914)
- The Star Boarder (1914)
- Twenty Minutes of Love (1914)
- Where Hazel Met the Villain (1914)
- Caught in a Cabaret (1914)
- A Suspended Ordeal (1914)
- The Water Dog (1914)
- The Alarm (1914)
- The Knockout (1914)
- Fatty and the Heiress (1914)
- Fatty's Finish (1914)
- The Sky Pirate (1914)
- Those Happy Days (1914)
- Fatty's Gift (1914)
- His New Profession (1914)
- The Rounders (1914)
- The Masquerader (1914)
- Lover's Luck (1914)
- Fatty's Debut (1914)
- Fatty Again (1914)
- Lovers' Post Office (1914)
- An Incompetent Hero (1914)
- Tillie's Punctured Romance (1914) como novia del granuja en "A Thief's Fate" (no acreditada)
- Fatty's Wine Party (1914)
- Leading Lizzie Astray (1914)
- Fatty's Magic Pants (1914)
- Fatty and Minnie He-Haw (1914)
- Mabel, Fatty and the Law (1915)
- Fatty and Mabel at the San Diego Exposition (1915)
- Fatty's Reckless Fling (1915)
- Fatty's Chance Acquaintance (1915)
- Fatty's Faithful Fido (1915)
- When Love Took Wings (1915)
- Court House Crooks (1915)
- Fickle Fatty's Fall (1915)
- A Village Scandal (1915)
- Fatty and the Broadway Stars (1915)
- The Masquerader (1914)
- Bright Lights (1916)
- His Wife's Mistakes (1916)
- The Other Man (1916)
- Mickey (1918)
- How Green Was My Valley (1941) (no acreditada)
- Hollywood or Bust (1956)
- It's a Mad, Mad, Mad, Mad World (1963) como extra en la multitud que está presenciando el rescate de los bomberos (no acreditada)
- The Unsinkable Molly Brown (1964)
- Savage Intruder (1970)